# Jean-Baptiste Meeûs (1779-1856)
Pour les articles homonymes, voir Meeus et Jean-Baptiste Meeûs (1672-1734).
Jean-Baptiste Meeûs (1779-1856) fut maire puis bourgmestre de Neder-Over-Heembeek de 1815 à 1826. Ayant quitté le Marly (Neder-Over-Heembeek), il s'installe au Boulevard du Jardin botanique à Bruxelles pour mieux surveiller l'aménagement et la construction des serres du bâtiment central du jardin botanique de Bruxelles. Il y fait même placer une machine à vapeur près de l'étang.

## Vie privée
Marié trois fois (avec, successivement, Barbe Van Zieune, Marie-Françoise Wouters et Elisabeth Müller) mais n'eut pas de descendance. Il meurt à Bruxelles en son hôtel du 45 boulevard du Jardin Botanique. Sa veuve, Elisabeth Müller (1821-1906), lui survécut cinquante ans et épousa en secondes noces le major devenu lieutenant-général Jean Eglé Edouard Pouchin (1812-1883). Elle continua à diriger le Théâtre des Nouveautés qui brûla le 14 avril 1861 et il ne resta à la propriétaire que les deux cent mille francs de ses polices d'assurances. Elle y reconstruisit néanmoins un nouveau théâtre appelé Théâtre du Boulevard. Elle rédigea un testament en faveur de ses cousins, le baron Henri de Trannoy et ses deux frères, Gaston et Jules.

## Vie publique
Il fut en 1826 l'un des cinq  cofondateurs du Jardin botanique de Bruxelles imaginé et financé par la Société royale d'Horticulture des Pays-Bas.
Il contribue à la formation de la Société anonyme. Il négocie en secret afin d'éviter toute spéculation et en accord avec ses collègues l'achat du terrain de Hayez d'une superficie de 5 hectares 68 ca., qu'il acquiert à son nom, n'hésitant pas à mettre en gage une de ses propres maisons bruxelloises pour constituer des garanties aux vendeurs du terrain. Par la suite, il achète un nouveau terrain à un membre de la famille de Villegas de Pellemberg (sic).
Aussitôt en possession de cette lourde charge de directeur des travaux, il passe par contrat avec un briquetier pour un million de briques, travaille avec Petershem à la confection d'un plan pour le creusement du bassin et fait commencer ce travail.
Après avoir été le Directeur des travaux, il en est devenu en 1833 le président.
Il fut l'un des dix cofondateurs en 1818 de la Société civile Meeûs, première usine à gaz d'éclairage du continent et de Bruxelles située rue Saint-Roch à Bruxelles. Cinq d'entre eux appartenaient à la famille Meeûs : (François-Joseph, Henri-Joseph et ses deux fils, et lui; parmi les cinq autres nous trouvons son beau-frère Jacques Jean Wouters, échevin de Bruxelles, et l'avocat Alexandre Gendebien, ami de son neveu Pierre-Joseph Meeûs.
Pierre-Joseph en devient le Directeur.
Créateur et propriétaire du Théâtre des Nouveautés à Molenbeek-Saint-Jean situé entre la rue du Théâtre et le bord de la Senne. La rue du (ou des) Théâtre fut achevée en 1842 sous le mayorat de Pierre-Joseph mais l'inauguration de ce théâtre  eut lieu seulement en 1844. Un théâtre parisien du même nom exista à Paris.
Président de l'œuvre pour musiciens, la Société d'Apollon.
La Société d'Apollon a M. le Bourgmestre de Bruxelles pour président honoraire. Le but de celle-ci est de secourir
les artistes musiciens que l'âge ou les infirmités rendent incapables de faire valoir leur talent.
Chevalier de l'Ordre du Lion néerlandais en 1829.
Meeûs, directeur du Jardin botanique, a été nommé avec trois autres bourgeois (Demeurs, Navez et Glibert) par l'état-major et le conseil de la garde bourgeoise pour participer en 1830 aux collectes faites à domicile pour subvenir aux besoins du service de la garde et des ouvriers sans travail de la sixième section de Bruxelles.
Président de la Commission d'Agriculture de Bruxelles (vers 1832), puis de la Commission provinciale d'agriculture du Brabant. Il constate en 1845 la présence en Belgique de la maladie de la pomme de terre qui allait ravager les champs de Prusse et de Belgiqueavant de s'attaquer à ceux d'Irlande et y provoquer une grande famine.

## Distinctions
- Chevalier de l'ordre du Lion néerlandais